# Atan
Attan (pastunisch) اتڼ, auch Atan oder Attan-i-Mili; ist ein traditioneller Kriegstanz besonders der ursprünglich paschtunischen Bevölkerungsgruppen in Afghanistan und Pakhtunkhwa. Er gilt als Nationaltanz. Eine bekannte Form des Attan ist der auf den paschtunischen Stamm der Khattak zurückgehende Khattak-Attan.

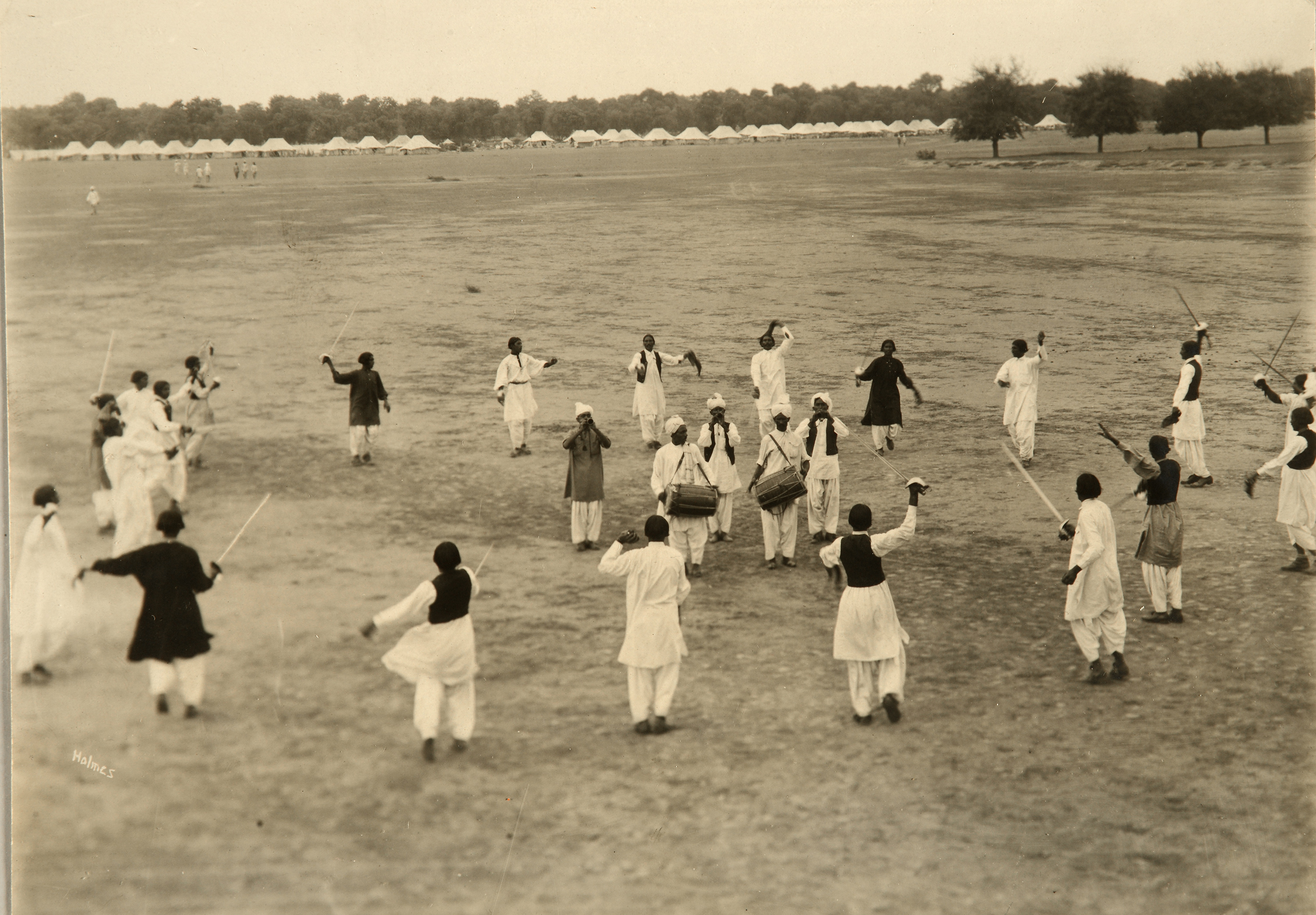
Khattak-Attan paschtunischer Männer, 1933–35

## Bedeutung
Der Attan ist das Symbol der nationalen Einheit im Vielvölkerstaat Afghanistan.
Für die afghanische Bevölkerung ist er ein Zeichen der Unabhängigkeit und der nationalen Souveränität des Landes. 
Er wird in allen Bevölkerungsschichten praktiziert, wodurch er sich gegenüber anderen Tänzen hervorhebt. Wegen seiner besonderen Bedeutung wird der Attan nicht als Tanz, sondern als nationales Symbol wie z. B. die Nationalhymne oder die Flagge wahrgenommen.
Zur Zeit der Taliban-Herrschaft waren alle Tänze mit Ausnahme des Attans verboten. Früher haben die Afghanen vor Kämpfen einen Attan aufgeführt.

## Varianten
In jedem Landesteil existieren unterschiedliche Variationen des Tanzes. Diese unterscheiden sich hauptsächlich in den gespielten Musikinstrumenten, der Kleidung und der Schrittfolge. 

## Anlässe
Der Attan wird in der Regel am Ende einer Veranstaltung als krönender Abschluss getanzt. Der Tanz wird sowohl bei wichtigen nationalen und historischen Anlässen, als auch bei Hochzeiten, Geburtstagen und Verlobungen aufgeführt.

## Musikinstrumente
- Dhol, mit Stöckchen geschlagene zweifellige Fasstrommel
- Rubab, gezupftes Lauteninstrument
- Sorna, Kegeloboe
- Indisches Harmonium
- Zerbaghali, Bechertrommel
- Tula, Holzflöte

## Tanzregeln
Die Tänzer versammeln sich in einem großen Kreis. Mit dem Takt der Musik müssen bestimmte Schrittkombinationen ausgeführt werden. Mit zunehmender Zeit wird der Takt der Musik und die auszuführenden Schrittkombinationen schneller. Sollte einer der Tänzer wegen des hohen Tempos der Musik einen Fehler in der Schrittfolge machen, muss er den Kreis verlassen.
Das Tempo der Musik nimmt solange zu bis nur noch eine oder zwei Personen im Kreis übrig bleiben.